# Башке Оштарије
Башке Оштарије су насељено мјесто у општини Карлобаг, у Личко-сењској жупанији, Република Хрватска.

## Историја
До територијалне реорганизације у Хрватској насеље се налазило у саставу старе општине Госпић.

## Становништво
Према попису становништва из 2011. године, насеље је имало 27 становника.